# Csehszlovák női labdarúgó-válogatott
A csehszlovák női labdarúgó-válogatott Csehszlovákia nemzeti csapata volt, amelyet a csehszlovák labdarúgó-szövetség irányított 1968 és 1993 között, Csehszlovákia szétbomlásáig.
A csehszlovák női nemzeti csapat története során egyszer sem kvalifikálta magát világbajnokságra. Az 1989-es Európa-bajnokságon a negyeddöntőig jutott.

## Nemzetközi eredmények

### Világbajnoki szereplés
| Év       | Helyszín | Eredmény   | Hely | M | Gy | D | V | Rg | Kg | Gk | P |
| -------- | -------- | ---------- | ---- | - | -- | - | - | -- | -- | -- | - |
| 1991     | Kína     | nem indult | –    | – | –  | – | – | –  | –  | –  | – |
| Összesen | Összesen | 0 / 1      |      | – | –  | – | – | –  | –  | –  | – |

### Európa-bajnoki szereplés
| Év       | Helyszín    | Eredmény      | Hely | M | Gy | D | V | Rg | Kg | Gk | P |
| -------- | ----------- | ------------- | ---- | - | -- | - | - | -- | -- | -- | - |
| 1984     | –           | nem indult    | –    | – | –  | – | – | –  | –  | –  | – |
| 1987     | Norvégia    | nem indult    | –    | – | –  | – | – | –  | –  | –  | – |
| 1989     | NSZK        | negyeddöntős  | 5-8. | 2 | 0  | 1 | 1 | 1  | 3  | -2 | 1 |
| 1991     | Dánia       | nem jutott be | –    | – | –  | – | – | –  | –  | –  | – |
| 1993     | Olaszország | nem jutott be | –    | – | –  | – | – | –  | –  | –  | – |
| Összesen | Összesen    | 1 / 5         | –    | 2 | 0  | 1 | 1 | 1  | 3  | -2 | 1 |

## Lásd még
- Csehszlovák labdarúgó-válogatott